# Frank Montieth
Artikeln följer den spanska namnseden; faderns efternamn är Montieth och moderns efternamn Herrera.
Frank Andy Montieth Herrera, född den 11 januari 1985 i Palma Soriano, är en kubansk basebollspelare (pitcher) som tog guld för Kuba vid olympiska sommarspelen 2004 i Aten.